# Ленинска премия
Ленинската премия е сред най-висшите награди в Съветския съюз за поощряване на граждани за най-крупни постижения в областта на науката, техниката, литературата, изкуството и архитектурата.
Посветена е на ръководителя на Октомврийската революция и основател на СССР Владимир Ленин и се връчва в дните около неговия рожден ден 22 април.
Учредена е на 23 юни 1925 г. като Премия „В. И. Ленин“ (на руски: Премия имени В. И. Ленина). От 1957 г. се нарича Ленинска премия.
От 1935 до 1957 г. не се присъжда, а вместо нея в периода 1941 – 1952 г. се връчва Сталинска премия премия в 3 степени. През 1967 г. е учредена Държавна премия на СССР, която е считана за по-малко престижна.
От 1961 г. размерът на паричната премия е 10 000 съветски рубли. Последните премии са връчени през 1991 г. (Съветският съюз се разпада през декември същата година.)